# Chiesa di San Tommaso Apostolo (Butera)
La Chiesa di San Tommaso Apostolo è un edificio religioso che sorge nella parte settentrionale della città. Fu realizzata a partire dalla fine del XII secolo, precisamente nel 1185, fino al completamento nel secolo XVI. È la Chiesa Madre di Butera.

## Storia
La chiesa è stata istituita a parrocchia a partire nel 1500. Il primo parroco fu don Francesco Di Martino.
Dall'8 settembre 2011 è parroco l'arciprete don Filippo Ristagno, originario di Butera, ordinato sacerdote nel 1991. Attualmente è cancelliere vescovile e segretario dell'Istituto superiore di scienze religiose “M. Sturzo”. Don Filippo assume l'importante incarico dopo la triste scomparsa di don Giulio Scuvera, ultimo parroco (1º settembre 1984 - 23 luglio 2011) della chiesa.

## Descrizione
La chiesa è a croce latina, rivolta a nord della città, e ad unica navata, e la copertura della navata e del transetto è costituita da volte «a botte», l'incrocio della navata e del transetto è coperto da un'ampia cupola. Gli ingressi sono tre, di cui due sulla facciata centrale e una sul prospetto laterale posto a nord-est, L'architettura esterna si presenta come una massa compatta di muratura a pietra. Nel portone d'ingresso principale, di forma a mezzo arco, si nota al centro un semi-capitello a «gettante» e sul capitello è posto uno lo stemma papale. L'ingresso è preceduto da una scalinata a doppia entrata; mentre l'ingresso secondario è preceduto da una scalinata rettangolare, alla cui destra si legge la data del restauro della chiesa ad opera di tutti i fedeli, (1829).
Lungo tutto il perimetro della chiesa si evidenziano: i pilastri o balastre, con capitello composito di colore bianco e blu; la decorazione, prima della volta che percorre tutto il perimetro evidenziando lo stile a spirale che percorre tutto il fregio sopra la finitura a lunette con decorazione a candelatura; un intreccio nell'arco del tetto che è a volte a botte, tra un quadro e l'altro e in sequenza si notano rosette decorate in stile rococò; un'altra decorazione sopra il fregio a palmetta color lilla; i pilastri ai lati dell'altare maggiore, a capitello composito, hanno una funzione strutturale - parasta; la decorazione si completa sull'altare centrale sopra le colonne con il timpano e lungo la superficie – “geison”. Le rosette lungo la cornice vengono alternate da mensole con decorazione ad ovuli; le decolorazioni si ripetono ora sul fregio, ora sulle nicchie la parte interna della volta, nelle nicchie viene chiamata extra dosso. Al centro della volta, prima del transetto, si nota a rilievo lo stemma papale con decorazione a nastro a cartiglio. Ai lati del transetto si notano le nicchie del Crocifisso a destra, e del Cristo Risorto a sinistra, con le statue dell'Addolorata e della Madonna della Resurrezione, ai lati delle nicchie si notano le colonne che funzionano da pilastro decorativi.
Si presume che la chiesa sia stata elevata a dignità di “basilica minore”, anche se in chiesa e fuori dalla chiesa sono stati scolpiti gli stemmi papali, ma per scarsi decreti trovati nell'archivio parrocchiale la chiesa rimane nello stato attuale.
Inoltre è collocata una pregevole epigrafe, collocata a sinistra della sacrestia in cui si può leggere in lingua latina, la consegna delle reliquie , del capo di S. Orsola v.m., il capo di S. Sofia vm., il braccio di S. Mauro, S. Callisto, e alcune ossa di S. Anastasio.
A sinistra della chiesa troviamo un pregevole organo del 1700, e infine la chiesa conserva un tesoro di un inestimabile valore, in cui possiamo trovare: teche, reliquiari, calici, incensiere ed ostensori, una Croce a Stile in argento del ‘700, e una Croce di Limoges in smalto del XII sec., di grande valore.

### Opere d'arte
La chiesa possiede al suo interno numerose e pregevoli opere. A Domenico Provenzano si debbono i dipinti che troviamo sulla volta della navata centrale, del transetto e dell'altare maggiore, raffiguranti Gesù e la Samaritana, Isacco con Esaù e Giacobbe, Eva cacciata dal paradiso terrestre, Dio e la creazione di Adamo ed Eva, la Trasfigurazione di Cristo, la Resurrezione di Lazzaro, il Sacrificio di Abramo, Mosè e i dieci comandamenti. Nei pennacchi della cupola risaltano le figure dei quattro Evangelisti. Sono presenti diverse tele del XVII, XVIII e XIX secolo di buona fattura, in particolare la pala dell'altare maggiore raffigurante l'Assunzione della Madonna, opera di Filippo Paladini del XVII secolo, un trittico del XV secolo dipinto su tavola, raffigurante Tommaso apostolo, Pietro apostolo e Maria Santissima delle Grazie, ed una croce trionfale del XIV secolo, dipinto su tavola raffigurante Cristo crocifisso che vince il peccato e la morte.
I lavori di stucco sono di Giovanni Maienza. Marmi ornano gli altari. L'altare maggiore è abbellito ai lati da medaglioni in alabastro che raffigurano il sacrificio di Abramo, Melchisedec e Giuseppe venduto dai fratelli.

### L'altare
L'altare centrale è caratterizzato dal coro ligneo, a destra e a sinistra, stallo datato (10/03/1954). Nel 2000 tutto il pavimento è stato restaurato, prima era in piastrelle di gramiglia di cemento, oggi è stato sostituito con lastre di marmo bianco di Carrara, estese anche all'abside. Negli anni '80 sono state rimosse le balaustre, di gramiglia di cemento e di poco valore artistico.
Ad iniziare dell'altare nel 2004, da una forma rettangolare è stato sostituito a forma quadrangolare, (si estende verso i quattro lati del mondo), è in marmo bianco Extra o Statuario di Carrara e simboleggia la Divinità di Cristo, la sua sfolgorante bellezza durante la trasfigurazione; di giallo orientale, riferito al colore della terra. Il basamento della parte inferiore è a forma di croce (centralità), è anche un grande cubo bianco. I quattro spigoli rappresentano le vestigia di un protendersi della base verso l'apice.
Altra parte importante è l'ambone, luogo dove avviene la proclamazione della Parola di Dio. L'ambone ricorda la tomba vuota della Resurrezione di Cristo; è di marmo giallo orientale, colore della terra e marmo Extra o Statuario di Carrara quasi a simboleggiare lo splendore dell'Annuncio. L'aquila è in bronzo che sostiene il leggio a forma di aquila . L'ambone è correlato all'altare, visto che è costruito con gli stessi materiali, si innalza dal basamento di quasi due metri di altezza e richiama “ il sepolcro vuoto”.
Perché ai fedeli fosse consentito celebrare le lodi del Signore e vivere la fraternità ecclesiale nella bellezza della grazia che si irradia dai sacramenti e nella bellezza del tempio del Signore che è icona del tempio spirituale, per grazia di Dio a coronamento delle opere di restauro e adeguamento liturgico che hanno ridato lustro e sicurezza a questo monumento, in occasione della collocazione dei nuovi artistici e arredi fissi: altare, ambone e fonte battesimale essendo parroco don Giulio Scuvera, S.E. Mons. Michele Pennisi, vescovo della Diocesi di Piazza Armerina, consacrò questo tempio alla gloria di Dio il giorno 14 maggio 2004.